# Баттон, Томас
Томас Баттон (англ. Thomas Button, ум. апрель 1634) — уэльский исследователь, офицер королевского флота Великобритании, который в 1612-13 годах командовал экспедицией, пытавшейся обнаружить пропавшего Генри Хадсона и проплыть Северо-Западным проходом. Хотя достичь этих целей не удалось, были исследованы новые для европейцев земли в Гудзоновом заливе.

## Биография
Томас Баттон родился в семье дворянина Майлза Баттона из уэльского графства Гламорган. Поступив на военно-морскую службу сразу после разгрома Непобедимой армады, участвовал в отражении нападения на Ирландию испанцев в 1588, 1589 и 1601 годах. Позже стал приватиром и грабил испанские суда в Вест-Индии.

### Экспедиция в Гудзонов залив

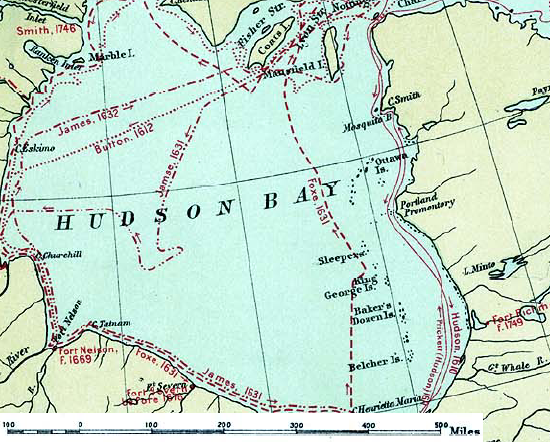
Маршруты исследовательских экспедиций в Гудзоновом заливе

Вернувшись в Лондон, Баттон увлёкся идеей отыскать Северо-Западный проход в Индию. В начале мая 1612 года два корабля HMS Resolution и Discovery отплыли из Англии. Цель найти Хадсона была лишь декларирована, у Баттона была чёткая задача выйти в противоположный океан на широте примерно 58°, хотя бунт на корабле Хадсона случился гораздо южнее, и задачи обследовать западный берег Лабрадора у Баттона не стояло.
Проплыв через Гудзонов пролив, Баттон назвал встретившийся ему остров в честь одного из своих кораблей — Резолюшн. Двигаясь на запад, экспедиция обнаружила с севера острова Саутгемптон и Котс. Спустившись по западному берегу Гудзонова залива и открыв реку Чёрчилл, зиму экспедиция провела в устье реки Нельсон (получила своё название в честь погибшего члена экипажа — штурмана).:23
Покинув будущее поселение Порт-Нельсон в следующем году уже одно судно (за зиму «Resolution» раздавило во льду) направилось на север в поисках Северо-Западного прохода. Западный берег Гудзонова залива был назван Баттоном Новый Северный Уэльс и Новый Южный Уэльс. В поисках пути в Китай Баттону удалось достичь 65° с.ш., однако берег никак не хотел поворачивать на запад. Поэтому, дойдя до пролива Рос-Уэлком 29 июля 1613 года, экспедиция развернулась и отправилась назад. На обратном пути был открыт остров Мансел (назван в честь вице-адмирала сэра Роберта Мансела, 1573—1653); в Англию корабль вернулся 27 сентября 1613 года.:16

### Дальнейшая жизнь
В августе 1616 года король Яков I за заслуги произвёл Баттона в рыцари. Продолжая морскую карьеру, Баттон участвовал в кампании 1620—1621 годов против пиратов Алжирского побережья в качестве тылового адмирала. Позже был назначен «Адмиралом кораблей его Величества у берегов Ирландии» (Admiral of thе King’s Ships on the coast of Ireland), где и служил до конца карьеры. Умер в апреле 1634 года.